# Consonne occlusive injective labiale-vélaire sourde
La consonne occlusive injective labiale-vélaire sourde est un son consonantique existant en biseni. Le symbole dans l'alphabet phonétique international est [ɠ̊ɓ̥], [ɠ̊͡ɓ̥] ou [ɠ̊͜ɓ̥], et entre 1989 et 1993 [ƙƥ] ou [ƙ͡ƥ].

## Caractéristiques
Voici les caractéristiques de la consonne occlusive injective labiale-vélaire :
- Son mode d'articulation est occlusif, ce qui signifie qu'elle est produite en obstruant l’air du chenal vocal.
- Son point d'articulation est labiale-vélaire, ce qui signifie qu'elle est articulée avec les lèvres rapprochées et la partie antérieure de la langue (le dorsum) contre le palais mou (ou velum).
- Sa phonation est sourde, ce qui signifie que les cordes vocales ne vibrent pas lors de l’articulation.
- C'est une consonne orale, ce qui signifie que l'air ne s’échappe que par la bouche.
- C'est une consonne centrale, ce qui signifie qu’elle est produite en laissant l'air passer au-dessus du milieu de la langue, plutôt que par les côtés.
- Son mécanisme de courant d'air est ingressif glottal, ce qui signifie qu'elle est articulée grâce à un mouvement de l'air vers l'arrière produit par un abaissement de la glotte.

## En français
Le français ne possède pas le [ɠ̊ɓ̥].

## Dans les autres langues
| Langue | Langue                     | Mot   | API    | Signification       | Notes                               |
| ------ | -------------------------- | ----- | ------ | ------------------- | ----------------------------------- |
| Biseni | Biseni                     | aḳpan | [aƙ͡ƥã́] | « sac »             |                                     |
| Igbo   | Arochuku, dialecte central | kpọ́   | [ƙ͡ƥɔ́]  | « appeler »         |                                     |
| Lewo   | Lewo                       | p̃a    | [ƙ͡ƥa]  | Marqueur évidentiel | Allophone de [k͡p]~[k͡pʷ] devant [a]. |